# 晨报副镌
《晨报副镌》，又称晨报副刊，是《晨报》的综合性副刊，也是新文学运动早期著名的“四大副刊”之一，1921年10月12日正式出版，1928年6月5日发布第2314号终刊。它的前身是北京《晨钟报》和《晨报》第7版。

## 名称由来
因其随《晨报》附送，所以鲁迅为其取名为《晨报附刊》。《晨报》编辑蒲伯英书写报头时，误将“附刊”写成“副镌”。作为本版编辑的孙伏园采用折中手法，报头采用“晨报副镌”，报眉采用“晨报附刊”，《晨报副镌》由此得名。

## 主要内容
五四运动前后，在李大钊的带领下，这份报刊成为传播马克思主义、介绍俄国革命的工具，同时它也介绍过修正主义和改良主义学说。在马克思主义宣传中心转移后，它以推进新文学发展为主要任务。
在内容上，它着重介绍新思潮，新知识，提倡新文艺，主要撰稿人包括许多著名的作家，例如鲁迅、谢婉莹、胡适、周作人、叶圣陶等等。它还刊载了大量白话小说，诗歌和剧本。它也介绍和翻译过很多近代世界文学作品。它翻译过的外来文学作品主要有来自英国和美国的53篇、俄国的73篇、日本的37篇、法国的67篇、德国的23篇、古希腊的8篇和其他国家以及一些国籍不详的80篇。这其中包含不少著名作家的作品，如高尔基，列夫•托尔斯泰、歌德、罗曼罗兰、泰戈尔、莎士比亚、雪莱等等，也曾介绍过格林童话和安徒生童话。除了文学作品，它也发表了许多理论著述的翻译，内容涉及文学理论、哲学、政治、心理学、社会学、经济、物理、生物，天文、地理等自然人文科学。

## 办报历程年表
1916年8月15日《晨报副镌》前身《晨钟》报创刊，汤化龙出资筹办，李大钊担任总编辑。
1918年8月，《晨钟》报改第七版为副刊版。
1918年9月，《晨钟》报由于刊载段祺瑞政府向日本借款的消息被封。
1918年12月，《晨钟》报改组为《晨报》，延续第七版为副刊。
1919年2月，《晨报》改革副刊，李大钊参与副刊编辑。
1919年2月7日，《晨报》第七版增加《自由论坛》、《译丛》和《剧评》三个版块，第七版成为宣传马克思主义思想的阵地。
1920年起，《晨报》第七版内容产生变化，提倡新文学，主要刊登文学作品，在思想界﹑文化界产生广泛影响。
1920年7月，孙伏园接任《晨报》第七版主编，改革副刊，在副刊中使用白话文和标点，要求副刊内容既学术化，又富有趣味性。
1921年10月12日，《晨报》第七版正式独立发行，报头更名为《晨报副镌》。
1924年10月24日，主编孙伏园辞职。
1925年4月1日，《晨报副镌》刊头改为《晨报副刊》。
1925年10月1日，新月派重要人士徐志摩担任主编，《晨报副镌》风格转变，呈现资产阶级自由主义倾向。
1928年6月初，国民革命军（北伐军）进入北京，《晨报》于同年6月5日停刊，《晨报副刊》随之停刊。
1981年，人民出版社将原《晨报副镌》合订本缩小为16开本影印，共计15册。

## 重要办报阶段

### 办报初期
1916年办报初，《晨报副镌》属于《晨报》第七版，刊载诗歌、小说、小品文和学术讲演录等。言论缺乏定见。

### 李大钊时期
1919年在李大钊的带领下，《晨报》副刊进行改革。这一期间，副刊内容以宣传马克思主义和工人运动为主。出版了“劳动节纪念”专号和“俄国革命纪念”专号，并且开辟“马克思主义”专栏，翻译和介绍马克思主义的著作（如马克思的《雇佣劳动与资本》），介绍和宣传马克思主义思想。这对马克思列宁主义在中国的早期传播起到了重要推动作用。
1919年2月，《晨报》第七版以副刊的性质增加了介绍“新修养，新知识，新思想”的“自由论坛”、采编“东西学者名人之新著”的 “译丛”和介绍大量欧美关注社会现实、促进社会变革的优秀剧作的“剧评”三个栏目。李大钊想借此促进中国人民思想上的觉醒。同时，副刊通过扶持文学青年，刊发新文学作品，大力弘扬“五四”文学精神，宣传思想解放和人的解放。李大钊主编《晨报》第七版期间，刊发的1730篇各类文章中有1200余篇文学作品，其中包括鲁迅的《一件小事》、《故乡》，梁实秋的《荷花池畔》，胡适的《“人道主义”的真面目》，周作人的《最憨的歌》，冰心的《斯人独憔悴》等等。《晨报》副刊带头改变了以往报纸副刊的单纯消遣性质,成为开展新文化运动和进行思想斗争的重要阵地。
但是这一时期第七版只是《晨报》的一部分，并未单独刊发，刊载内容受限。

### 孙伏园时期
1920年7月，《晨报》第七版由孙伏园主编，1921年10月12日第七版扩张为四版单张，以日报的形式单独出版，并按月出版合订本，定名为《晨报副镌》。这一时期，由于马克思思想宣传的中心逐渐转移至上海，因此《晨报副镌》的内容也发生变化，开始着重宣传新文学，版面多用来刊载文学作品。设置了“小说”、“浪漫谈”、“古文艺”、“游记”、“歌谣”等栏目。除了文学，《晨报副镌》还出现了科学学术方面的版块，如“地质浅说”、“卫生浅说”、“科学谈”等。

这一时期的稿件注重作品的趣味性和文艺性，最具代表性的作品就是鲁迅发表的连载小说《阿Q正传》。《晨报副镌》还成为开展现代文学保卫战的阵地，1922年，副刊组织了对于《尝试集》（中国第一本新诗集）的保卫战。
在《晨报》主编蒲伯英的带领下，《晨报副镌》也受到母报办报方向——坚持言论独立和言论自由的精神立场的影响。蒲伯英这一时期以“余谭”为名，在副镌上发表了大量文章，包括小品文，剧论，小说等，在编辑事物上为副镌做出了一定贡献。
这一时期是《晨报副镌》发展的黄金时期，也使其成为五四期间最负盛名的报纸副刊之一。

### 徐志摩时期
1925年10月1日徐志摩接任《晨报副刊》主编，副刊转换风格，增加了文艺创作的比重，思想也逐渐趋于保守。徐志摩接手《晨报副刊》前，新文学的各种力量都再次集合，但是徐志摩接手编辑后，《晨报副刊》成为了他和新月派表达新古典主义文学主张的地方。这一时期副刊的撰稿人多为新月社同仁，如闻一多，梁实秋等，徐志摩也经常刊登自己的文章。1926年，徐志摩用《晨报副刊》的篇幅创刊《诗镌》(共11期)和《剧刊》(共15期)﹐并倡导新格律体诗﹐推动了新诗的发展。《晨报副刊》在徐志摩的带领下逐渐成为新月社文学理想的传播地。<
由于徐志摩缺少编辑技术且对办报技术了解不多，他的编辑思维使得副刊的传播功能弱化，文学专刊色彩加强。专刊适合在这一专业有兴趣和阅读需求的人阅读，而当时的中国懂得欣赏文学的人还不多，因此《晨报副刊》的读者群由综合走向专门，广告量锐减，经济效益降低。

## 历史影响
- 扛起了“革命”的大旗，成为参与新文化运动和宣传社会主义思潮的园地。
- 成为新文化运动的重要传播力量，为中国人民传输自由平等的民主思想和科学理性的思维方式。
- 对中国新文学发展产生重要影响：孕育了大批现代文学家，如鲁迅，冰心，周作人等；出版需要大量稿件加速了文学作品的创作；文学理论的建设为现代文学理论的发展奠定了基础；传播了西方文学思潮，促进了马克思主义在中国的传播，同时推动了现代中国革命文学的发展。
- 开创了中国报刊首举：创立了“劳动节纪念”专号、“俄国革命纪念”专号和“马克思研究”专栏；首次让“附刊”这一名称见于报端。
- 开辟了中国现代报纸副刊民主性改革的先河。
- 奠定了现代报纸副刊的地位。